# Hua Guofeng
Acesta este un nume chinezesc; numele de familie este Hua.
Su Zhu (chineză simplificată: 苏铸;chineză tradițională: 蘇鑄; pinyin: Sū Zhù) (n. 16 februarie 1921, Jiaocheng County⁠(d), 山西省⁠(d), Republica Populară Chineză – d. 20 august 2008, Beijing, Republica Populară Chineză), cunoscut mai bine sub nom de guerre Hua Guofeng (chineză simplificată: 华国锋; chineză tradițională:華國鋒; pinyin: Huà Guófēng; Wade-Giles: Hua Kuo-feng), a fost succesorul ales de Mao Zedong pentru a conduce Partidul Comunist Chinez și Republica Populară Chineză. După decesul lui Ciu Enlai din anul 1976, el l-a succedat devenind al doilea premier al Republicii Populare Chineze. După moartea lui Mao Zedong, Hua îl succede în funcția de Președinte al Partidului Comunist Chinez, spre surprinderea și mâhnirea lui Jiang Qing și a restului Grupului celor Patru. El a pus punct Revoluția Culturală și a izgonit de la puterea politică Grupul celor Patru, dar, insistând să se continue linia Maoistă, a fost chiar și el manevrat din afară peste câțiva ani de către Deng Xiaoping, care l-a forțat pe Hua să iasă la pensie foarte devreme. Hua, ca secretar al Partidului din Hunan, a fost creditat pentru folosirea în anul 1968 a Armatei Populare de Eliberare pentru potolirea Gărzilor Roșii și pentru restaurarea liniștii, totuși în costul multor morți.
1. 1 2  Hua Guofeng, Munzinger Personen, accesat în 9 octombrie 2017
2. 1 2  Hua Guofeng, Find a Grave, accesat în 9 octombrie 2017
3. 1 2  Hua Guofeng, SNAC, accesat în 9 octombrie 2017
4. 1 2  John Gittings[*] (21 august 2008), „Hua Guofeng”, Guardian (în engleză), The Guardian, arhivat din original la 21 iulie 2016, accesat în 19 august 2014
5. ↑  „Hua Guofeng”, Gemeinsame Normdatei, accesat în 9 aprilie 2014
6. ↑   http://news.bbc.co.uk/2/hi/asia-pacific/7572298.stm Lipsește sau este vid: |title= (ajutor)